# Stadion am Böllenfalltor
Le Stadion am Böllenfalltor (Merck-Stadion am Böllenfalltor pour des raisons de naming) est un stade de football à Darmstadt en Allemagne qui accueille les matches à domicile du SV Darmstadt 98.

## Histoire
Le stade est inauguré en 1921 à la suite d'une fusion en 1919 entre deux clubs de Darmstadt, le FK Olympia 98 et le SC Darmstadt 05 qui voulaient un plus grand stade. Le stade avait un terrain de football entouré d'une piste d'athlétisme, il pouvait contenir 8 000 spectateurs. Le club issu de la fusion, le SV Darmstadt 98 dispute son premier match le 24 juillet 1921.
Après la seconde Guerre mondiale, les troupes américaines prennent possession du stade pour y jouer au baseball. À partir de 1950 le SV Darmstadt récupère son stade. Des travaux d'agrandissement commencent en se servant des ruines de la guerre. En 1953, le stade a une capacité de 25 000 places. En 1975, la tribune assise est remplacée par une nouvelle tribune assise et couverte de 4 000 places. Le SV Darmstadt évoluant en Bundesliga en 1978-1979, le stade fut agrandi pour avoir une capacité de 30 000 places.
Le 15 août 1981, avec 30 000 places, le record de spectateurs est atteint lors d'un match contre le Bayern Munich (1-2). Toutes les rénovations et aménagements ont endettés le club et l'ont conduit vers la quatrième division allemande. En 1988, le club est obligé de vendre le stade à la ville.
En 2012, avec la remontée du SV Darmstadt en troisième division, la ville pense à rénover le stade devenu vétuste. Depuis 2014, le stade est rénové en plusieurs étapes, les travaux s'achèveront pour la saison 2022-2023, le stade aura une capacité de 18 600 places.
Le 17 décembre 2022, avec l'inauguration de la nouvelle tribune principale, le stade passe à une capacité de 17 800 spectateurs pour les matchs retour de la saison 2022-2023. En 2023, il ne reste plus qu'à aménager le secteur VIP.